# 王军伟
王军伟（1948年—），汉族，中华人民共和国政治人物、第十一届全国政协委员。
担任高等教育出版社原副总编辑。2008年，当选第十一届全国政协委员，代表新闻出版界，分入第四十四组。并担任提案委员会专委。